# Музичук Володимир Васильович
Володимир Васильович Музичук (? — ?) — український радянський діяч, новатор сільськогосподарського виробництва, комбайнер колгоспу «Комунар» Ружинського району Житомирської області. Депутат Верховної Ради УРСР 5-го скликання (у 1959—1960 роках).

## Біографія
З 1950-х років — комбайнер Ружинської машинно-тракторної станції (МТС), комбайнер колгоспу «Комунар» Ружинського району Житомирської області.

## Нагороди
- ордени
- медалі